# Palatul Național al Copiilor
Palatul Național al Copiilor este o clădire amplasată în Sectorul 4 al Bucureștiului, în apropierea Parcului Tineretului, în care se desfășoară diferite activități educaționale și artistice ale copiilor din învățământul preuniversitar. Activitatea în noul palat a început la 1 septembrie 1985, iar inaugurarea oficială a fost la 1 iunie 1986, fiind prezentă familia Ceaușescu. Clădirea, cu o o suprafață totală de 17.700 mp, a purtat până în 1989 denumirea de „Palatul Pionierilor și Șoimilor Patriei”. Colectivul arhitecților care au proiectat construcția a fost premiat în 1985 cu Premiul Uniunii Arhitecților.

## Împărțire administrativă
Din punct de vedere administrativ palatul este împărțit în mai multe sectoare: 
- sectorul de spectacole (format dintr-o sală de 800 de locuri, scenă si anexe
- sectorul pentru cercurile tehnico-aplicative și cultural artistice (informatică, modelism, limbi străine, orchestră, ansamblu coral, fanfară, coregrafie, arte plastice, teatru, acvaristică, etc)
- sectorul destinat sporturilor (gimnastică, dans sportiv, dans modern, judo)
- sectorul pentru activități metodice (200 locuri pentru teatru, conferințe, seminarii, proiecții, simpozioane)
- Observatorul Astronomic al Copiilor (al doilea centru ca dotare după Observatorul Astronomic al Academiei Române),
- sectorul pentru spații tehnice și administrative

Palatul Național al Copiilor a fost Centru Național în observarea Eclipsei Totale de Soare din 11 august 1999.